# Kawasaki Ki-61
O Kawasaki Ki-61 (em japonês: 飛燕, tradução para andorinha voadora) foi um avião de caça utilizado pelo Império do Japão durante a Segunda Guerra Mundial.
Foi utilizado pela Força Aérea do Exército Imperial Japonês. Nos primeiros encontros com os Aliados, o Ki-61 foi confundido com o caça alemão Messerschmitt Bf 109, e relatórios posteriores davam-no como sendo um projeto italiano, o que levou ao nome de código Aliado "Tony", atribuído pelo Departamento de Guerra dos EUA. A designação do Exército Japonês, era "Caça Tipo 3 do Exército".
Foi o único caça japonês produzido em grande escala da guerra a utilizar um motor linear de 12 cilindros em V (V12) com refrigeração líquida. Foram construídas cerca de 3.078 unidades do Ki-61, tendo sido utilizado em combate pela primeira vez na Nova Guiné em 1943, e continuando a ser utilizado durante todo o restante da guerra.

## Especificações (Ki-61-I-KAIC)
Características gerais
- Tripulação: 1 (piloto)
- Comprimento: 8,94 m (29 ft)
- Envergadura: 12.00 m (39 ft)
- Altura: 3,70 m (12 ft)
- Área da asa: 20.00 m² (215,28 ft²)
- Peso vazio: 2,630 kg (5.800 lb)
- Peso carregado: 3.470 kg (7.650 lb)
- Motorização: 1 × Motor Kawasaki Ha-40, de 12 cilindros invertido, refrigeração líquida, de 1.159 hp (864 kW)

Performance
- Velocidade máxima : 580 km/h (360 mph)
- Alcance operacional: 580 km (360 milhas)
- Teto de serviço: 11,600 m (38,100 pés)
- Razão de subida: 15,2 m/s (2,983 ft/min)

Armamento
- 2 × Canhões Ho-5 de 20 mm (frontal)
- 2 × Metralhadoras Ho-103 de 12,7 mm (frontal)
- 2 × Bombas de 250 kg (551 lb)